# Шишка Михайло Олегович
Михайло Олегович Шишка (нар. 5 липня 1994, Добротвір) — український футболіст, півзахисник «Інгульця».
Виступав, зокрема, за «Оболонь-Бровар», а також молодіжну збірну України.

## Клубна кар'єра
Вихованець УФК-Карпати (Львів). 2011 року потрапив до «Шахтаря» (Донецьк), де спочатку два сезони грав за резервну команду «Шахтар-3» (Донецьк) у Другій лізі, а потім ще три сезони у першості України серед молодіжних команд, так і не дебютувавши за першу команду «гірників».
Влітку 2016 року Шишка підписав контракт з литовським клубом «Тракай». У Литві провів два з половиною роки і став срібним (2016) та бронзовим (2017) призером чемпіонату, також у складі «Тракая» брав участь у відбірковій стадії Ліги Європи, де в сезоні 2017/18 зіграв у всіх 6 матчах і вперше дійшов з командою до 3-го кваліфікаційного раунду.
Влітку 2018 року підписав контракт з клубом Першої ліги України «Оболонь-Бровар». Півзахисник зіграв 21 матч в чемпіонаті за «броварів» та забив 3 м'ячі і по завершенні сезону 2018/19 покинув команду.
В липні 2019 року Шишка став гравцем грузинського «Динамо» (Тбілісі). Разом з командою став чемпіоном Грузії в сезоні 2019 року (7 ігор і 1 гол), після чого в січні 2020 року покинув команду по завершенні контракту.
У першій половині 2020 року перебував у складі іншого грузинського клубу «Самтредія», але не зіграв за команду жодної гри і влітку її залишив.
В кінці серпня 2020 року підписав контракт з новачком Прем'єр-ліги клубом «Інгулець».

## Виступи за збірні
2011 року дебютував у складі юнацької збірної України (U-17), згодом грав за юнаків до 19 років Загалом на юнацькому рівні взяв участь у 25 іграх.
2015 року залучався до складу молодіжної збірної України. На молодіжному рівні зіграв у 4 офіційних матчах.

## Титули і досягнення
- Чемпіон Грузії (1):

«Динамо» (Тбілісі): 2019